# 盧琦 (康熙進士)
盧琦（？—？），字景韓，號西寧，浙江紹興府餘姚縣籍，杭州府仁和縣人，清朝政治人物。

## 生平
康熙六年（1667年）丁未科二甲第十六名進士。選翰林院庶吉士，散館授編修，歷升右春坊右庶子兼翰林院侍講、詹事府少詹事、內閣學士，二十七年（1688年）因曾保舉張汧被罷職。